# Љубитовица
Љубитовица је насељено место у саставу општине Сегет, Сплитско-далматинска жупанија, Република Хрватска.

## Историја
До територијалне рерганизације у Хрватској, налазила се у саставу старе општине Трогир.

## Становништво
На попису становништва 2011. године, Љубитовица је имала 485 становника.
| Број становника по пописима | Број становника по пописима | Број становника по пописима | Број становника по пописима | Број становника по пописима | Број становника по пописима | Број становника по пописима | Број становника по пописима | Број становника по пописима | Број становника по пописима | Број становника по пописима | Број становника по пописима | Број становника по пописима | Број становника по пописима | Број становника по пописима | Број становника по пописима |
| --------------------------- | --------------------------- | --------------------------- | --------------------------- | --------------------------- | --------------------------- | --------------------------- | --------------------------- | --------------------------- | --------------------------- | --------------------------- | --------------------------- | --------------------------- | --------------------------- | --------------------------- | --------------------------- |
| 1857                        | 1869                        | 1880                        | 1890                        | 1900                        | 1910                        | 1921                        | 1931                        | 1948                        | 1953                        | 1961                        | 1971                        | 1981                        | 1991                        | 2001                        | 2011                        |
| 459                         | 479                         | 469                         | 559                         | 600                         | 712                         | 756                         | 833                         | 818                         | 874                         | 1.018                       | 1.012                       | 874                         | 675                         | 594                         | 485                         |

### Попис1991.
На попису становништва 1991. године, насељено место Љубитовица је имало 675 становника, следећег националног састава:
| Попис 1991.‍ | Попис 1991.‍ | Попис 1991.‍ | Попис 1991.‍ | Попис 1991.‍ |
| ----------- | ----------- | ----------- | ----------- | ----------- |
|             |             |             |             |             |
| Хрвати      | Хрвати      |             | 673         | 99,70%      |
| непознато   | непознато   |             | 2           | 0,29%       |
| укупно: 675 |             |             |             |             |